# Aïn El Berd
Ain El Berd là một đô thị thuộc tỉnh Sidi Bel Abbès, Algérie. Dân số thời điểm năm 2002 là 13.779 người.